# Honda XBR 500

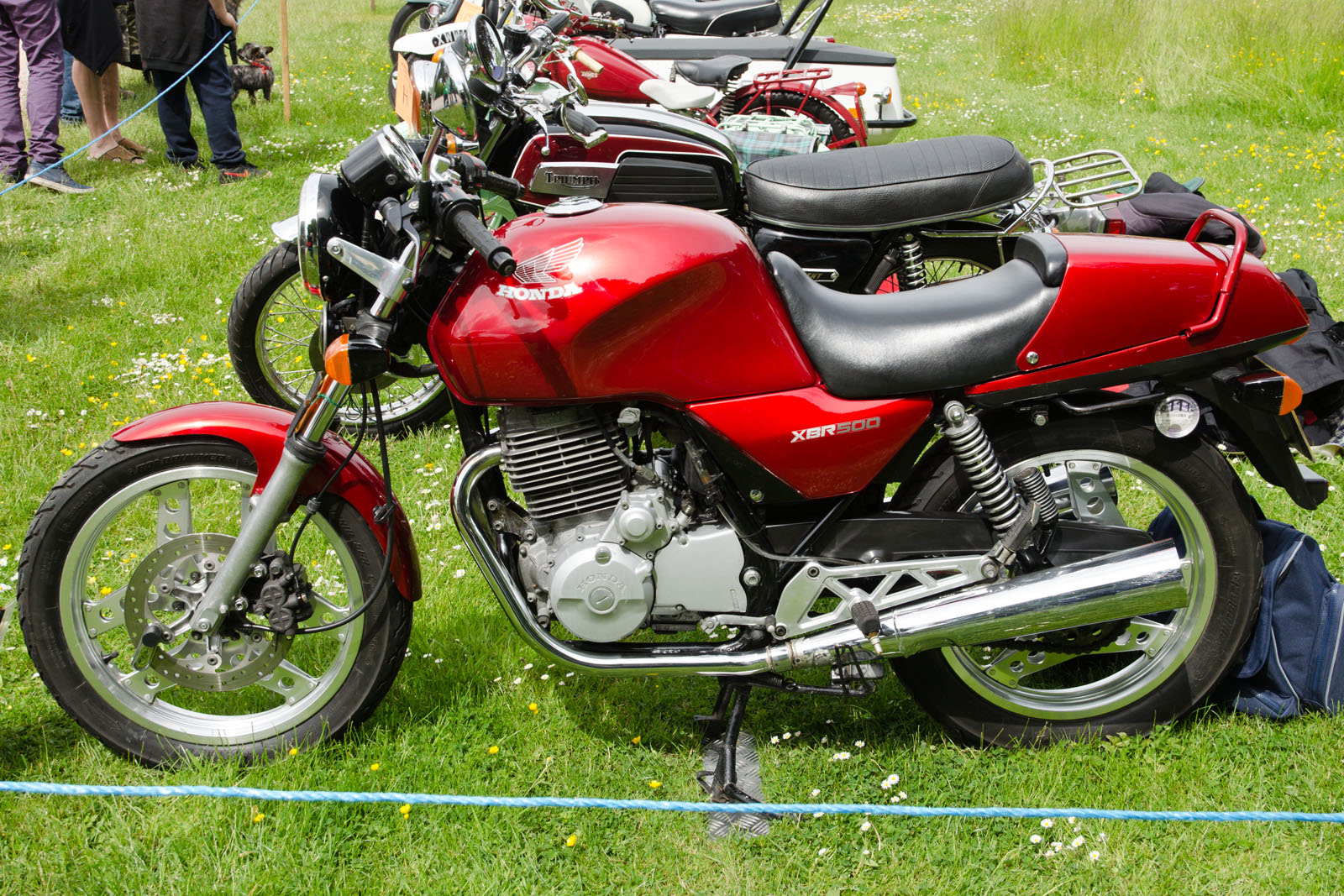
Honda XBR 500, rot (1986)

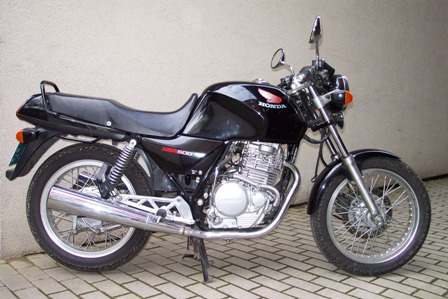
XBR 500 mit Speichen, Bj. 1988

Die XBR 500 (PC 15) ist ein Motorrad der japanischen Firma Honda, welches 1985 als Antwort auf die Yamaha SR 500 auf den Markt gebracht wurde. Der Antrieb erfolgt durch einen Einzylindermotor mit vier Ventilen und einem Hubraum von 498 cm³. Die Motorleistung des Viertaktmotors beträgt ungedrosselt 32 kW (44 PS).

## Geschichte
Von Baujahr 1985 bis 1987 wurde eine auf 20 kW (27 PS) gedrosselte Version angeboten, deren Nockenwelle, Bedüsung und Ritzel geändert waren. Ab 1988 wurde die Leistungsreduzierung mit einem durchlassreduzierten Ansaugstutzen erreicht. Das Motorrad verfügt sowohl über einen elektrischen Anlasser als auch einen Kickstarter.
Bei der XBR wurde bis Ende 1986 auf die klassischen Speichenräder verzichtet und stattdessen sogenannte ComStar-Leichtmetall-Verbundräder verwendet, die den Einsatz von schlauchlosen Reifen möglich machen. Ab 1987 wurde die XBR wahlweise – im letzten Herstellungsjahr 1988 ausschließlich – mit Speichenrädern hergestellt, mit denen bereits die 1985 für den japanischen und neuseeländischen Markt hergestellte einsitzige Honda Clubman GB 500 TT ausgestattet war (erkennbar u. a. an bordeauxroter Lackierung und Hauptständer) und später die 1989 bis 1990 für die USA und Japan gefertigte Variante GB 500 Clubman.
Entsprechend dem Designkonzept, welches das Motorrad in die Tradition der britischen Straßeneinzylinder stellte, wurde die XBR mit einem demontierbaren Sitzbankhöcker ausgestattet – inzwischen ein gesuchtes Ersatzteil. So wurde der wahlweise Betrieb mit einem oder zwei Sitzplätzen ermöglicht.
Die XBR gab es durchgängig von 1985 bis 1988 in der Farbe Schwarz, im Jahr 1985 auch in den Farbvarianten Hellrot- und Hellblaumetallic. In 1986 dann in Dunkelblau- und weiterhin Hellrotmetallic, 1986 bis 1988 in Bordeauxrotmetallic sowie 1988 in Silbermetallic. Mit dem Baujahr 1988 wurde die Produktion auf Grund geringer Nachfrage auf dem deutschen Markt sowie Verschärfungen der Lärm- und Abgasvorschriften in Deutschland (zum 1. Januar 1989) eingestellt.
Wegen der damals zeitweise schwachen Nachfrage wurden XBR aller Herstellungsjahre und Varianten von 1985 bis 1988 oft erst 1990 oder in Einzelfällen noch danach erstmals zugelassen.

## Modelle
Auflistung aller Herstellungsjahre (nicht zwingend Jahr der Erstzulassung), ersten Ziffern der 11-stelligen Fahrgestellnummer (Beispiel: PC156000321) sowie PS-Varianten der XBR500 bei Auslieferung:
| Bauj. | (Modell)   | Rahmen-ID | Motor-ID (urspr. Leistung) | Felgenversion | Lieferländer     | Farbvariante               |
| ----- | ---------- | --------- | -------------------------- | ------------- | ---------------- | -------------------------- |
| 1985  | (F-Modell) | PC1550    | PC15E-50 (44 PS-Motor)     | Comstar       | E, ED, G, SD, SW | PB-150, NH-1, R-124        |
| 1985  | (F-Modell) | PC1560    | PC15E-60 (27 PS-Motor)     | Comstar       | 2G               | PB-150, NH-1, R-124        |
| 1986  | (G-Modell) | PC1551    | PC15E-51 (44 PS-Motor)     | Comstar       | E, ED, G, U      | PB-155, NH-1, R-124, R-104 |
| 1986  | (G-Modell) | PC1561    | PC15E-61 (27 PS-Motor)     | Comstar       | 2G               | PB-155, NH-1, R-124, R-104 |
| 1987  | (H-Modell) | PC1552    | PC15E-52 (44 PS-Motor)     | Comstar       | E, G             | PB-155, NH-1, R-124, R-104 |
| 1987  | (H-Modell) | PC1562    | PC15E-62 (27 PS-Motor)     | Comstar       | 2G               | PB-155, NH-1, R-124, R-104 |
| 1987  | (H-Modell) | PC1570    | PC15E-52 (44 PS-Motor)     | Speichenräder | E, G             | PB-155, NH-1, R-124, R-104 |
| 1987  | (H-Modell) | PC1580    | PC15E-62 (27 PS-Motor)     | Speichenräder | 2G               | PB-155, NH-1, R-124, R-104 |
| 1988  | (J-Modell) | PC1571    | PC15E-53 (44 PS-Motor)     | Speichenräder | E, G, N          | NH-1, NH-132, R-104        |
| 1988  | (J-Modell) | PC1581    | PC15E-63 (27 PS-Motor)     | Speichenräder | 2G               | NH-1, NH-132, R-104        |

- Farbcodes: PB-150 M-U = Rheinblaumetallic (hellblau); NH-1 = Honda schwarz; R-124 C-U = Candyalamoanarot (hellrot); PB-155 P-A = Perlmarinblau (dunkelblau), R-104 C-U = Candymusenrot (bordeauxrot); NH-132 M = Max-silbermetallic
- Ländercodes: G = Deutschland 44 PS; 2G = Deutschland gedrosselte Version; E = England; ED = Europa Direktverkauf; SD = Schweden; SW = Schweiz; U = Australien (einem Prospekt zufolge ohne Kickstarter ausgeliefert); N = Norwegen

(Quelle: Honda Microfiche für Ersatzteile)
Zu 11-stelligem Modellcode bzw. Vehicle-Identify-Number siehe auch unter V.I.N.
Die Motoren haben analog zu den Fahrgestellnummern Motornummern mit Kennzeichen E (=Engine), die bei original Motoren etwa im Bereich der Fahrgestellnummer liegen (meist ca. 10 bis 100 Nummern Abweichung, selten nummerngleich).
Insgesamt sollen zwischen 1985 und 1990 nach Angaben von Honda Deutschland 8006 Stück der XBR 500 offiziell in Deutschland verkauft worden sein.
Der für einen Einzylinder dieser Hubraumklasse und Herstellungszeiträume (vgl. Yamaha SR 500; Yamaha SRX 600) sehr standfeste und zuverlässige Motor wurde zur Entwicklung der Antriebe späterer Modelle wie beispielsweise der Honda NX 650 Dominator, SLR 650, FMX 650 (2005 bis 2007) sowie XR650L (1993–2019) herangezogen. Die erfolgreiche und erstmals in der Honda XL 600 und Honda XR 600 eingesetzte Grundkonstruktion des Motors wurde von 1983 bis 2019 beibehalten.

## Langzeiterfahrungen
Wesentliche Konstruktionsschwächen zeigten sich bei dem Motor der XBR 500 aus einer geringen Ölfüllmenge (1,7 Liter bei Ölwechsel mit Filterwechsel; nur ca. 350 ml zwischen min. und max.) in Verbindung mit einer komplexen und relativ ungenauen Messbarkeit des tatsächlichen Ölstands. Es ergaben sich bei Ölmangel Lagerschäden im Zylinderkopf und Nockenwellenbereich, wohl einer der häufigsten schwerwiegenden technischen Schadensarten der XBR. Häufig sind Risse zwischen Zündkerzenloch und Auslassventilen infolge vorwiegenden Betriebs im städtischen Bereich (Überhitzung; tritt vornehmlich bei Baujahren 1985 bis 1987 auf). Die Baujahre 1985 und 1986 neigen zu defekten Anlasserfreiläufen und Spannungsrissen im hinteren Krümmerbereich der Auspuffanlagen (nur zusammengesteckte Anlagen). Ansonsten ist die XBR 500 bei ausreichender und vor allem qualifizierter Wartung sehr zuverlässig.